# Euphyia desiderata
Euphyia desiderata är en fjärilsart som beskrevs av Otto Staudinger 1897. Euphyia desiderata ingår i släktet Euphyia och familjen mätare. Inga underarter finns listade i Catalogue of Life.